# Уилям Карлос Уилямс
Уилям Карлос Уилямс (на английски: William Carlos Williams) е американски писател и поет, представител на модернизма и имажизма. Работи също като общопрактикуващ лекар и педиатър.

## Биография
Роден е на 17 септември 1883 година в Ръдърфорд, Ню Джърси. Баща му е английски имигрант, а майка му е родена в Сан Хуан, Пуерто Рико. До 1896 г. посещава училище в Ръдърфорд, след което е изпратен да учи в Шато дьо Ланси (Château de Lancy) близо до Женева, в лицея „Кондорсе“ (Lycée Condorcet) в Париж за две години и в училището „Хорас Ман“ (Horace Mann School), Ню Йорк. През 1902 г. постъпва в Пенсилванския университет. По време на следването си се сприятелява с Езра Паунд, Хилда Дулитъл (известна като Х.Д.) и художника Чарлз Дъмут. Тези познанства повлияват интереса му към поезията.
Уилямс завършва медицина през 1906 г. Връща се в Ръдърфорд през 1910 г., където практикува медицина до 1951 г. Въпреки че основно работи като лекар, Уилямс има богата литературна кариера. Творчеството му включва стихотворения, разкази, пиеси, романи, критически есета, автобиография, преводи и кореспонденция.
Уилямс се жени за Флоранс Хърмън (1891 – 1976) през 1912 г.
След прекаран инфаркт през 1948 г. здравето на Уилямс се влошава и след 1949 г. следват поредица сърдечни пристъпи. През 1953 г. Уилямс постъпва в психиатрична клиника, за да се лекува от депресия.
Умира на 4 март 1963 г. в дома си в Ръдърфорд на 79-годишна възраст. Погребан е в гробището Хилсайд в Линдхърст, Ню Джърси.

## Признание
През май 1963 е удостоен посмъртно с награда Пулицър за „Картини на Брьогел и други стихотворения“ (Pictures from Brueghel and Other Poems, 1962) и златен медал за поезия от Националния институт за хуманитарни науки и изкуство (САЩ).